# Den Einen oder Keinen
Den Einen oder Keinen (englisch Down to You ‚Es liegt an Dir‘) ist eine US-amerikanische Liebeskomödie aus dem Jahr 2000 mit Freddie Prinze junior und Julia Stiles in den Hauptrollen.

## Inhalt
Der Student Al Connelly trifft das Mädchen seiner Träume, die Erstsemesterin Imogen. Beide verlieben sich Hals über Kopf ineinander und verbringen fortan ihre Zeit gemeinsam miteinander. Doch nach einiger Zeit wachsen die Zweifel der beiden: Kann deren erste Liebe die einzig wahre Liebe sein, die ein ganzes Leben lang hält? Ihre besten Freunde Cyrus, Eddie und Monk stehen der Romanze skeptisch gegenüber.
Das erste Mal wird Als und Imogens Liebe auf die Probe gestellt, als Imogen nach Frankreich fährt. Nach ihrer Rückkehr in die USA verdrängt der Alltag die Liebe: Imogen ist durch ihren Trip nach Frankreich ernster und reifer geworden, was Al nicht verstehen kann und sich dadurch zurückgestoßen fühlt. Es kommt des Öfteren zu Streitereien und Unstimmigkeiten, was sogar zum Beziehungsbruch auf einer Party führt...

## Entstehung und Veröffentlichung
Gedreht wurde in New York City und San Francisco. Das Budget des Filmes betrug ungefähr 11 Millionen US-Dollar. Allein in den USA spielte Den Einen oder Keinen bis April 2000 rund 20 Millionen US-Dollar ein.

## Rezeption
Den Einen oder Keinen erhielt ein sehr schlechtes Presseecho, was sich auch in den Auswertungen US-amerikanischer Aggregatoren widerspiegelt. So erfasst Rotten Tomatoes fast ausschließlich kritische Besprechungen und ordnet den Film dementsprechend als „Gammelig“ ein. Metacritic ermittelt aus den vorliegenden Bewertungen „Überwältigendes Missfallen“.

„Teenager-Komödie, die wenig originell erfolgreiche Vorläufer variiert und sich trotz der missglückten Figurenführung ganz auf den jungen Hauptdarsteller konzentriert.“

Freddie Prinze Jr. gewann 2000 beim Teen Choice Award den Preis als Choice Actor. Julia Stiles war als Choice Actress nominiert, gewann den Preis jedoch nicht. Weitere Nominierungen, die letztendlich nicht gewonnen wurden, waren Choice Chemistry und Choice Comedy.